# Harriet Beecher Stowe
Harriet Elizabeth Beecher Stowe (14 tháng 6 năm 1811 – 1 tháng 7 năm 1896) là một nhà văn người Mỹ gốc Âu tích cực ủng hộ chủ nghĩa bãi nô. Tác phẩm Uncle Tom's Cabin (Túp lều của Bác Tom, 1852) của bà công kích sự tàn bạo của chế độ nô lệ; tác phẩm này đến với hàng triệu người trong dạng tiểu thuyết và kịch nghệ, gây ảnh hưởng lớn ở Vương quốc Anh, làm sáng tỏ các yếu tố chính trị trong thập niên 1850 về vấn đề nô lệ đối với hàng triệu người, cũng như củng cố phong trào bãi nô ở miền Bắc, nhưng lại khiến miền Nam phẫn nộ. Tổng thống Abraham Lincoln tóm tắt ảnh hưởng của tác phẩm này khi tiếp kiến Stowe, đã nói, "Vậy ra bà chính là người phụ nữ nhỏ bé đã viết cuốn sách gây ra cuộc chiến vĩ đại này!"

## Tiểu sử
Chào đời với tên Harriet Beecher ở Litchfield, Connecticut, bà là con gái của Lyman Beecher, nhà thuyết giảng thuộc giáo phái Tự trị Giáo đoàn theo chủ nghĩa bãi nô sinh trưởng ở Boston, và Roxana Foote Beecher (Roxana qua đời khi Harriet mới lên bốn), và là em của vị mục sư danh tiếng Henry Ward Beecher. Ngoài ra, bà có hai người em là những nhà hoạt động xã hội nổi tiếng: Charles Beecher và Isabella Beecher Hooker.
Năm 1832, gia đình bà dời về Cincinnati, nơi có nhiều hoạt động bãi nô. Ở đấy người cha trở thành viện trưởng đầu tiên của Chủng viện Thần học Lane. Ở đấy, bà được nghe những câu chuyện kể về chế độ nô lệ và Tuyến Hỏa xa ngầm (Underground Railroad) - những hoạt động bí mật giải thoát nô lệ đưa lên miền Bắc - và chịu cảm động để sáng tác tiểu thuyết Túp lều của Bác Tom, tác phẩm lớn đầu tiên xuất bản ở Mỹ có nhân vật chính là một người Mỹ gốc Phi. Harriet chưa bao giờ đến thăm các đồn điền, nhưng có nhiều tiếp xúc với những người từng là nô lệ.

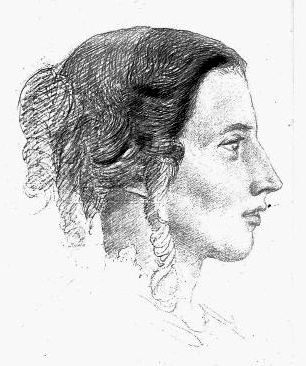
Chân dung Harriet Beecher Stowe của Pierre Jean David

Năm 1836, Harriet Beecher kết hôn với Calvin Ellis Stowe, một mục sư đã góa vợ. Hai người dời về sống ở Brunswick, Maine, khi ông nhậm chức giáo sư tại trường Đại học Bowdoin. Harriet và Calvin có bảy người con, nhưng trong đó bốn người qua đời trước bà. Hai con đầu tiên, Hattie và Eliza, sinh đôi ngày 29 tháng 9 năm 1836. Bốn năm sau, vào năm 1840, con trai Frederick William chào đời. Năm 1848, Samuel Charles sinh ra, nhưng năm sau cậu bé bị chết vì dịch tả. Trong nỗi đau đớn vì mất con trai Samuel, bà thấy mình có đồng tâm trạng với những bà mẹ nô lệ mất con khi chứng kiến con cái mình bị bắt đem đi bán. Đây là lý do chính thúc giục bà viết Túp lều của Bác Tom; trong đó có đoạn viết về người phụ nữ nô lệ Eliza Harris bỏ trốn sau khi con trai của bà bị tách rời khỏi mẹ để đem đi bán.
Theo nhận xét của Elizabeth Ammons, "Nếu Beecher là nam giới, có lẽ bà đã tiếp bước cha để trở thành mục sư. Nhưng bà là vợ mục sư và là chị của các mục sư. Bà nhìn nhận rằng chính nhiệt tâm Cơ Đốc đã thúc giục bà viết quyển Túp lều của Bác Tom. Gia đình Stowe không giàu có, nên cuộc sống của Harriet là một sự tranh chấp giữa công việc bộn bề của một người mẹ với nghiệp văn chương. Có bảy đứa con, bà vừa chăm sóc con vừa viết văn."
Stowe cố sức trang trải các khoản chi tiêu trong gia đình bằng cách viết cho các tờ báo định kỳ ở địa phương. Suốt trong cuộc đời, bà làm thơ, viết sách du lịch, sơ thảo sách tiểu sử, viết sách cho trẻ em, cũng như sáng tác tiểu thuyết. Bà đã gặp gỡ và trao đổi thư tín với các nhân vật tiếng tăm trên văn đàn như Lady Byron, Oliver Wendell Holmes, và George Eliot.
Dù đã viết ít nhất là mười quyển tiểu thuyết, Harriet Beecher Stowe được biết đến nhiều nhất với tác phẩm Túp lều của Bác Tom (năm 1852). Khởi đầu chỉ là một truyện dài được đăng từng kỳ trên một tuần báo chủ trương bãi nô ở Washington, tờ National Era, tác phẩm này đã thu hút sự chú ý của công luận và bị cuốn vào các cuộc tranh cãi. Stowe viết quyển "Túp lều của bác Tom" dựa trên kinh nghiệm bản thân: bà quen thuộc với chủ đề nô lệ, với phong trào bãi nô, và tuyến hỏa xa ngầm bởi vì Kentucky, nơi Stowe từng sinh sống, là một tiểu bang ủng hộ chế độ nô lệ. Sau khi quyển sách được ấn hành, bà trở thành nhân vật nổi tiếng, đi khắp nước Mỹ và Âu châu để diễn thuyết về chủ đề nô lệ.
Một mặt, văn phong trong "Túp lều của bác Tom" thể hiện tình cảm Cơ Đốc lãng mạn, rất được yêu thích vào lúc ấy, nhưng khó tìm được sự đồng cảm của độc giả đương đại. Mặt khác, Stowe là một trong số các nhà văn hiện thực tiên phong. Bối cảnh các câu chuyện của bà thường được miêu tả chính xác đến từng chi tiết. Bà khắc họa chân dung đời sống xã hội đương thời với nhiều chi tiết xác thực, thể hiện sự nhận thức sâu sắc về tính phức tạp của nền văn hóa bà đang sống, cũng như khả năng chuyển tải những đặc điểm văn hóa ấy đến người đọc.

## Túp lều của bác Tom

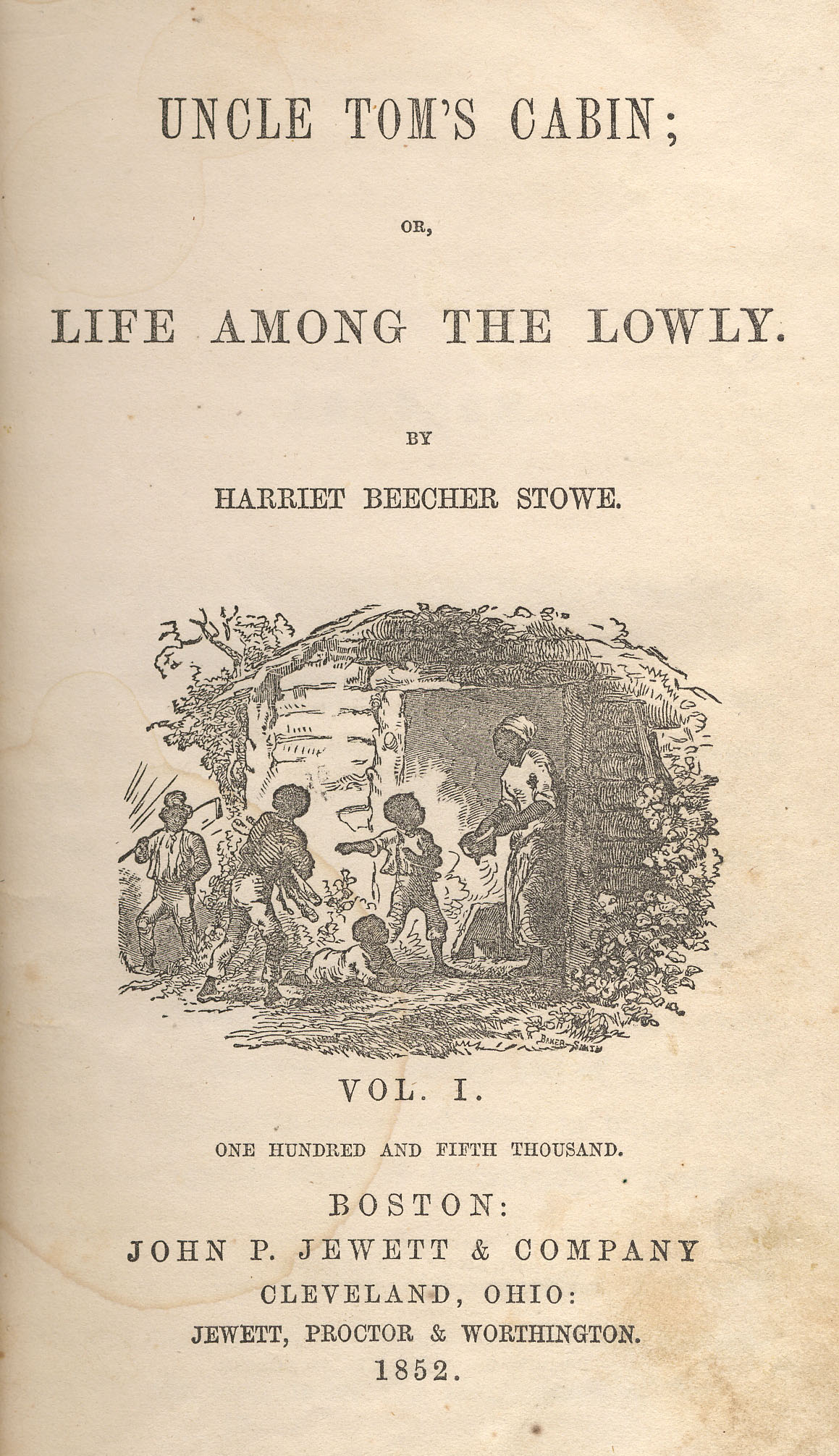
Uncle Tom's Cabin

Năm 1850, việc thông qua Đạo luật Nô lệ Bỏ trốn (Fugitive Slave Law) đã thúc đẩy Stowe tham gia tích cực phong trào bãi nô. Người em dâu của Stowe gởi cho bà một lá thư, trong đó có đoạn viết, "Harriet, nếu có được văn tài như chị, tôi sẽ viết một điều gì đó khiến cả dân tộc này phải thấy rõ chế độ nô lệ là đáng nguyền rủa biết bao." Sau khi lớn tiếng đọc bức thư trước những đứa con của bà, Harriet đột ngột vò nát miếng giấy trong tay và nói "Tôi sẽ viết cái gì đó bao lâu tôi còn sống." Có người cho rằng, khi đang ngồi trong nhà thờ, Harriet cảm nhận được hình ảnh "cái chết của Bác Tom" và bị xúc động đến rơi lệ. Ngay lập tức, bà về nhà và bắt tay viết cuốn sách.
Stowe khởi sự nghiên cứu về chế độ nô lệ. Bà tìm cách tiếp xúc và nói chuyện với các nô lệ đã đào thoát, cũng như với các chủ nô về mọi khía cạnh của vấn đề nô lệ, bà cũng đọc vài cuốn sách về chủ đề này. Năm 1851, với sự giúp đỡ của William Lloyd Garrison, chủ biên tờ nhật báo có chủ trương bãi nô The Liberator (Báo Giải phóng), Stowe bắt đầu xuất bản các truyện ngắn hư cấu. Chúng được ra từng số trong năm 1851 trên tờ báo bãi nô The National Era (báo Thời kỳ Quốc gia) ở Cincinnati dưới tên "Uncle Tom's Cabin" hay "Life Among the Lowly" (Cuộc sống giữa những người thấp hèn). Nhân vật chính được cho là phỏng theo Josiah Henson, người đã xuất bản quyển tự truyện về cuộc sống nô lệ. Theo yêu cầu của độc giả và của chồng – ông tin rằng truyện của bà có sức mạnh thay đổi chính kiến của nhiều người – bà cho xuất bản các truyện ngắn thành hai tuyển tập trong năm 1852. Trong vòng một tuần lễ sau khi được phát hành ở Mỹ, sách của bà bán được 10.000 bản – một hiện tượng vào thời đó – con số này lên đến 300.000 bản trong năm đầu tiên. Tại Anh, số ấn bản được bán ra còn cao hơn. Đến năm 1854, sách của bà được dịch ra 60 ngôn ngữ.
Tác phẩm của Stowe tạo được ảnh hưởng đáng kinh ngạc tại miền Bắc Hoa Kỳ. Có thêm hàng ngàn người ủng hộ phong trào bãi nô. Tuy nhiên, tình trạng phân hóa giữa miền Bắc và miền Nam càng bị khoét sâu hơn. Miền Nam cho rằng tác phẩm này không miêu tả chính xác cuộc sống miền Nam, xem nó là sự cáo buộc dành cho các định chế xã hội tại đây, và ban hành những biện pháp khắt khe như cấm phổ biến và bắt giữ bất cứ ai sở hữu tác phẩm này. Đồng thời, miền Nam cho xuất bản những cuốn sách châm biếm nhằm ca ngợi các lợi ích của chế độ nô lệ, bao gồm quyển "Aunt Phillis's Cabin; or Southern Life as it is" (Túp lều của Dì Phillis; hoặc Sự thật về Cuộc sống ở miền Nam). Stowe tập hợp thêm thông tin và trả lời bằng tác phẩm "A Key to Uncle Tom's Cabin" (Chú giải Túp lều của Bác Tom). Bà viết sách này để chứng tỏ rằng bà đã nghiên cứu kỹ lưỡng về vấn đề nô lệ. Tuy nhiên, dù được viết cho miền Nam, nó không được đọc rộng rãi ở đấy như ở các nơi khác.
| “                                                    | Càng hiến mình cho chân lý thì càng phải thận trọng, luôn tự xét mình, và hết sức nhẫn nại. Tôi không bao giờ đả kích niềm tin của người khác khi không thể cống hiến cho họ một xác tín tốt hơn, bởi vì có một niềm tin vẫn tốt hơn là không có gì. | ” |
| —Harriet Beecher Stowe, The Minister's Wooing (1859) | |   |

Ngược lại, ở bên kia bờ đại dương tại nước Anh, thông điệp của "Bác Tom" được chấp nhận rộng rãi, nhờ sự ủng hộ từ lúc ban đầu của một nhân vật có nhiều ảnh hưởng tại Luân Đôn, James Sherman, một mục sư thuộc giáo phái Tự trị Giáo đoàn và là người ủng hộ phong trào bãi nô. Năm 1853, Stowe đi vòng quanh châu Âu để diễn thuyết về tác phẩm của bà. Khi tới Anh, bà được đón tiếp nồng hậu và được nghe một bức thư gọi là Kiến nghị về Lòng Nhân ái và Cơ Đốc giáo (Affectionate and Christian Address), của Hội Chống Nô lệ với hơn nửa triệu chữ ký ủng hộ của các thành phần trong xã hội, từ những nữ quý tộc cho đến các nông dân. Nội dụng bản kiến nghị và các chữ ký được chứa đựng trong 26 quyển sách là tặng phẩm gởi đến Harriet; thư trả lời của bà được in trong tạp chí The Atlantic Monthly. Chủ tịch Hội Chống Nô lệ, Nữ công tước Sutherland, cũng trở thành bạn thân với Stowe.
Vào đầu cuộc Nội chiến Hoa Kỳ năm 1861, việc Vương quốc Anh xem xét lập trường hậu thuẫn miền Nam khiến Stowe nỗ lực nhắc nhở người dân Anh về lời hứa của họ ủng hộ các nộ lệ. Nhờ đó nước Anh giữ thái độ trung lập suốt chiến tranh. Trong nhật ký, Stowe ghi lại những suy nghĩ của bà về cuộc Nội chiến. Bà viết: "Ấy là do ý chỉ của Thiên Chúa mà quốc gia này – cả miền Bắc và miền Nam – phải gánh chịu nhiều đau đớn và khổ nạn vì tội đồng tình và khuyến khích tình trạng áp bức hà khắc tại miền Nam... máu của những người nô lệ đáng thương đã đổ ra trên đất kêu gào vô vọng suốt nhiều năm qua, nay cần được đáp lời bởi máu của những người con của tất cả tiểu bang tự do, là những người chấp nhận rời bỏ ngôi nhà ấm êm để tham gia cuộc chiến." Năm 1862, Stowe đến gặp Lincoln và yêu cầu tổng thống nỗ lực nhiều hơn để thúc đẩy công cuộc giải phóng nô lệ. Con gái của bà, Hatty, có mặt trong buổi hội kiến giữa Stowe và Lincoln, thuật lại rằng câu nói đầu tiên Lincoln thốt ra là "Vậy ra bà là người phụ nữ nhỏ bé đã viết nên tác phẩm gây ra cuộc chiến vĩ đại này."

## Cuối đời

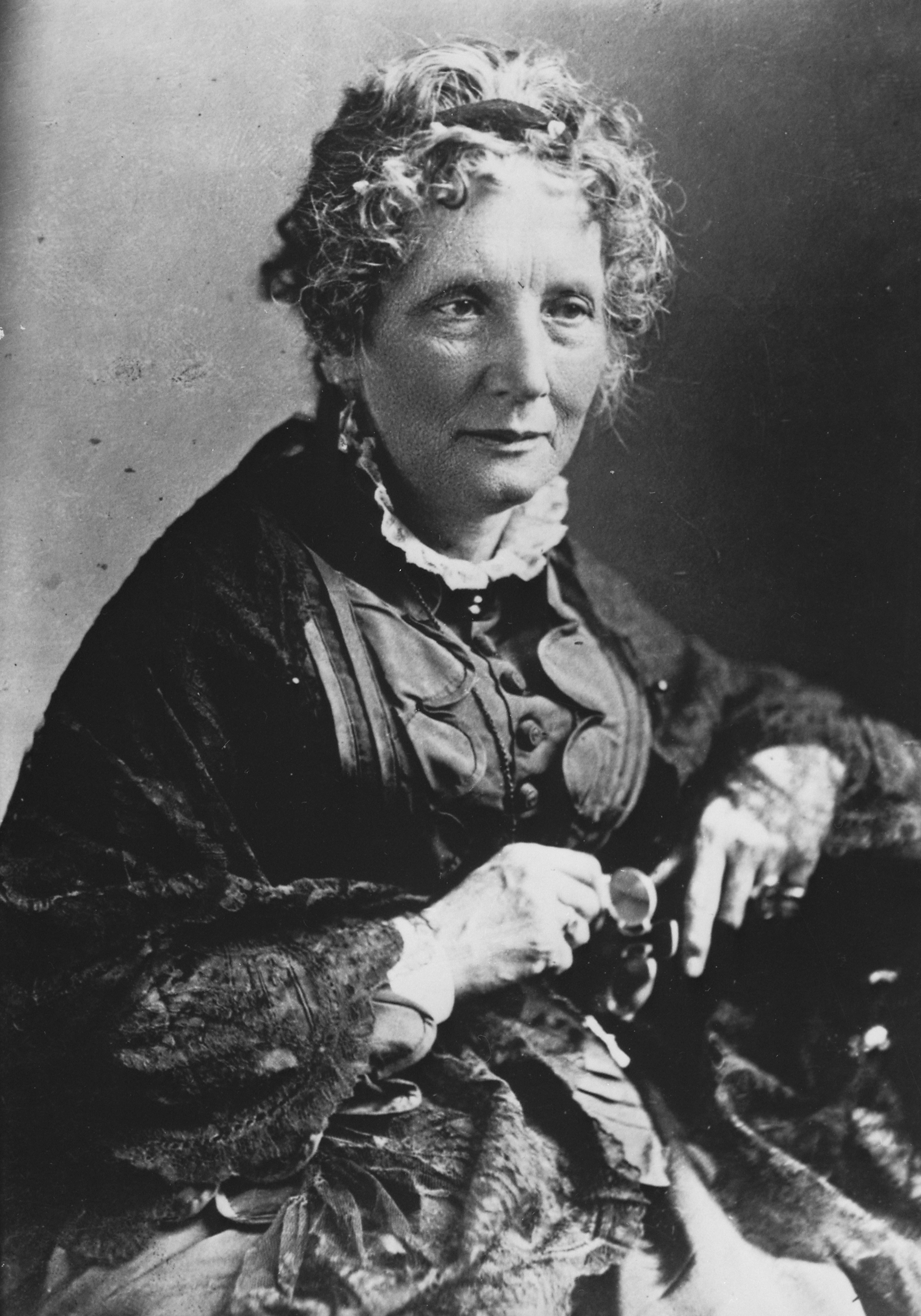
Harriet Beecher-Stowe, khoảng năm 1870-1880

Về sau, Harriet Beecher Stowe viết trong nhật ký: "Tôi đã viết như thế bởi vì trong tư cách một phụ nữ và một bà mẹ, tôi phẫn nộ và đau đớn khi chứng kiến những đau khổ và bất công, là một Kitô hữu tôi nhận biết Kitô giáo đang bị xúc phạm, là một người yêu nước tôi khiếp đảm vì cớ những ngày [đất nước này bị đặt dưới cơn thịnh nộ của Thiên Chúa] đang đến gần."
Nhiều sử gia tin rằng Túp lều của Bác Tom là nhân tố quan trọng dẫn đến cuộc nội chiến, là cuộc chiến đã giúp xóa bỏ chế độ nô lệ ở nước Mỹ. Sau khi Đạo luật Nô lệ Bỏ trốn được thông qua, Harriet Beecher Stowe tích cực giúp đỡ các nô lệ bỏ trốn. Sau khi kết thúc cuộc nội chiến, bà thành lập vài trường học và trường nội trú cho những nô lệ mới được tự do. Ảnh hưởng của Harriet Beecher Stowe tác động tới mọi tầng lớp khác nhau trong xã hội, từ các viên chức chính phủ, giới quý tộc đến người bình dân. Trong suốt cuộc đời mình, bà viết rất nhiều, và ảnh hưởng của bà vượt xa hơn câu chữ. Một cuốn sách của bà mang tên How to Live on Christ (Sống theo Chúa Kitô) có ảnh hưởng sâu đậm trên nhà truyền giáo Hudson Taylor ở Trung Quốc đến nỗi ông đã gửi ấn bản tác phẩm này cho từng thành viên phục vụ trong Hội Truyền giáo Nội địa Trung Quốc (China Inland Mission) vào năm 1869.

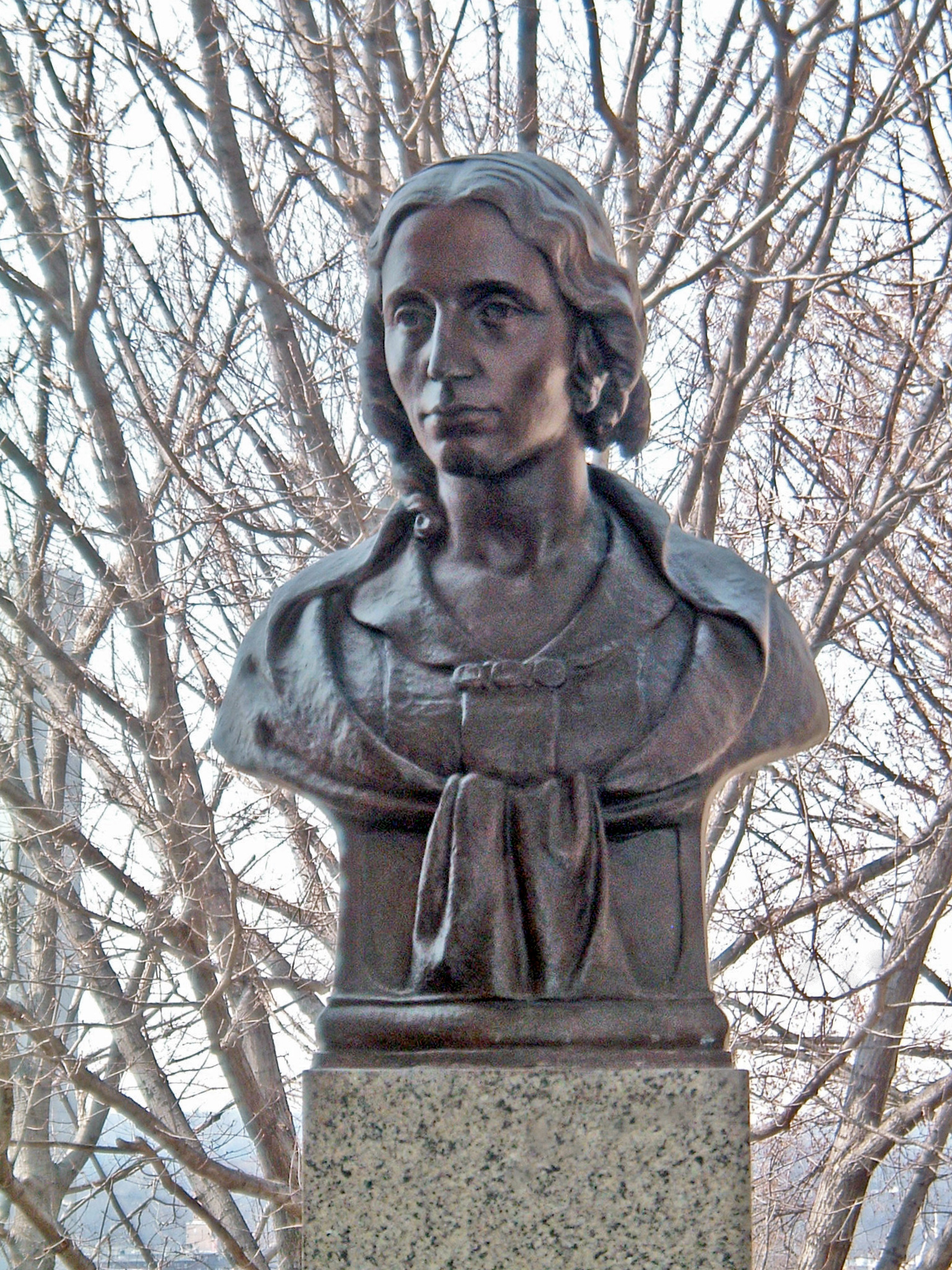
Tượng bán thân Harriet Beecher Stowe, tại Sảnh Vinh danh Vĩ nhân Mỹ.

Sau đó, Harriet dời về Hartford, Connecticut, sống trong khu dân cư có tên là Nook Farm (Trại Góc). Bà lưu trú tại đây trong 23 năm cuối đời. Harriet Beecher Stowe từ trần ngày 1 tháng 7 năm 1896 và, giống Rosa Parks của thế kỷ 20, tang lễ của bà được cử hành trọng thể. Bà được an táng tại Học viện Phillips ở Andover, Massachusetts.
Ngôi nhà Harriet Beecher Stowe tại Connecticut, nơi bà sinh sống trong 23 năm cuối đời là một ngôi nhà kiểu thôn dã rộng 5.000 bộ vuông chứa đựng nhiều vật dụng của Harriet trong các thời kỳ khác nhau. Trong thư viện được mở cửa cho công chúng có nhiều thư từ và tài liệu được cung cấp bởi Gia tộc Beecher.
Còn Ngôi nhà Harriet Stowe tại Ohio là nhà của Lyman Beecher, cha của Harriet, nằm trong khuôn viên của khu vực trước đây là khu học xá của Chủng viện Lane. Harriet đã sống ở đây cho đến khi kết hôn. Ngôi nhà này được mở cửa cho công chúng như là một địa điểm văn hóa và lịch sử, tập chú vào Harriet Beecher Stowe, Chủng viện Thần học Lane, và Tuyến Hỏa xa Ngầm. Đây cũng là nơi trình bày lịch sử Người Mỹ gốc Phi. Ngôi nhà Harriet Beecher Stowe tại Cincinnati tọa lạc tại 2950 Gilbert Avenue, Cincinnati, OH 45206.

## Một số tác phẩm
- The Mayflower; or, Sketches of Scenes and Characters Among the Descendants of the Pilgrims (1834)
- Túp lều của Bác Tom (1852)
- A Key to Uncle Tom's Cabin (1853)
- Dred, A Tale of the Great Dismal Swamp (1856)
- The Minister's Wooing (1859)
- The Pearl of Orr's Island (1862)
- Dưới bút danh "Christopher Crowfield"
  - House and Home Papers (1865)
  - Little Foxes (1866)
  - The Chimney Corner (1868)
- Men of Our Times (1868)
- Old Town Folks (1869)
- Little Pussy Willow  (1870)
- Lady Byron Vindicated (1870)
- My Wife and I (1871)
- Pink and White Tyranny (1871)
- Palmetto-Leaves (1873)
- We and Our Neighbors (1875)
- Poganuc People (1878)